# Liga Europea de la EHF 2022-23
La Liga Europea de la EHF 2022-23 es la 42ª edición de la segunda competición de balonmano de clubes más importante a nivel europeo, y la tercera con la denominación de Liga Europea de la EHF.
El SL Benfica defiende en esta edición el título que logró en la temporada 2021-22.

## Fase clasificatoria

### Primera ronda
El sorteo de la primera ronda se llevó a cabo en Viena, e involucró a 20 equipos:
| Equipo 1                 | Agr.  | Equipo 2                  | Ida   | Vuelta |
| ------------------------ | ----- | ------------------------- | ----- | ------ |
| Rebi Balonmano Cuenca    | 48-64 | Bjerringbro-Silkeborg     | 26-31 | 22-33  |
| Chambéry Savoie Handball | 49-46 | HC Dobrogea Sud Constanța | 27-23 | 22-23  |
| HC Minaur Baia Mare      | 49-74 | Ferencvárosi TC           | 27-36 | 22-38  |
| Riihimäki Cocks          | 42-51 | Águas Santas Milaneza     | 22-21 | 20-30  |
| IK Sävehof               | 79-51 | AHC Potaissa Turda        | 45-21 | 34-30  |
| NMC Górnik Zabrze        | 50-51 | GC Amicitia Zürich        | 27-19 | 23-32  |
| Alpha HC Hard            | 51-45 | Eurofarm Pelister 2       | 24-21 | 27-24  |
| Kolstad Håndball         | 57-47 | Drammen HK                | 28-26 | 29-21  |
| IFK Kristianstad         | 69-64 | RK Trimo Trebnje          | 33-33 | 36-31  |
| TBV Lemgo                | 67-62 | BM Ciudad de Logroño      | 39-34 | 28-28  |

### Segunda ronda
El sorteo de la segunda ronda clasificatoria se volvió a realizar en Viena, y deparó los siguientes resultados:
| Equipo 1                 | Agr.  | Equipo 2                    | Ida   | Vuelta |
| ------------------------ | ----- | --------------------------- | ----- | ------ |
| Chambéry Savoie Handball | 54-56 | Fejér B.Á.L. Veszprém       | 29-25 | 25-31  |
| IK Sävehof               | 50-54 | Montpellier Handball        | 24-24 | 26-30  |
| KS Azoty-Puławy          | 59-61 | RK Nexe Našice              | 32-26 | 27-35  |
| Frisch Auf Göppingen     | 59-57 | TBV Lemgo                   | 28-24 | 31-33  |
| Alpla HC Hard            | 51-42 | HC Butel Skopje             | 26-21 | 25-21  |
| IFK Kristianstad         | 64-67 | Skanderborg Aarhus Håndbold | 31-32 | 33-35  |
| Steaua Bucarest          | 64-66 | Ferencvárosi TC             | 33-31 | 31-35  |
| Belenenses               | 42-57 | Águas Santas Milaneza       | 20-23 | 22-34  |
| Bidasoa Irún             | 61-60 | Kolstad Håndball            | 30-27 | 31-33  |
| BM Benidorm              | 64-58 | GC Amicitia Zürich          | 34-24 | 30-34  |
| Sporting CP              | 61-55 | Bjerringbro-Silkeborg       | 31-22 | 30-33  |
| MMTS Kwidzyn             | 49-76 | SG Flensburg-Handewitt      | 25-39 | 24-37  |

## Fase de grupos

### Grupo A
| Local \ Visitante     | BEN   | FAG   | FEJ   | KAD   | MON   | TAT   |
| --------------------- | ----- | ----- | ----- | ----- | ----- | ----- |
| SL Benfica            | —     | 27–31 | 39–35 | 27–28 | 24–26 | 35–28 |
| Frisch Auf Göppingen  | 31–29 | —     | 46–30 | 24–25 | 27–25 | 34–24 |
| Fejér B.Á.L. Veszprém | 26–35 | 23–40 | —     | 25–33 | 31–39 | 30–28 |
| Kadetten Schaffhausen | 26–25 | 30–35 | 38–32 | —     | 28–30 | 38–30 |
| Montpellier Handball  | 33–27 | 35–27 | 34–30 | 40–36 | —     | 41–30 |
| Tatran Prešov         | 25–29 | 26–28 | 22–20 | 31–37 | 35–27 | —     |

| Pos | Equipo                | PJ | PG | PE | PP | GF  | GC  | Dif | Pts | Calificación              |
| --- | --------------------- | -- | -- | -- | -- | --- | --- | --- | --- | ------------------------- |
| 1º  | Montpellier Handball  | 10 | 8  | 0  | 2  | 330 | 295 | +35 | 16  | Avanza a octavos de final |
| 2º  | Frisch Auf Göppingen  | 10 | 8  | 0  | 2  | 323 | 274 | +49 | 16  | Avanza a octavos de final |
| 3º  | Kadetten Schaffhausen | 10 | 7  | 0  | 3  | 319 | 299 | +20 | 14  | Avanza a octavos de final |
| 4º  | SL Benfica            | 10 | 4  | 0  | 6  | 297 | 289 | +8  | 8   | Avanza a octavos de final |
| 5º  | Tatran Prešov         | 10 | 2  | 0  | 8  | 279 | 319 | -40 | 4   | Eliminado                 |
| 6º  | Fejér B.Á.L. Veszprém | 10 | 1  | 0  | 9  | 282 | 354 | -72 | 2   | Eliminado                 |

### Grupo B
| Local \ Visitante      | BEN   | FER   | FLE   | PAY   | VAL   | YST   |
| ---------------------- | ----- | ----- | ----- | ----- | ----- | ----- |
| BM Benidorm            | —     | 23–27 | 32–38 | 33–32 | 29–32 | 27–29 |
| Ferencvárosi TC        | 32–33 | —     | 27–27 | 28–25 | 33–33 | 37–34 |
| SG Flensburg-Handewitt | 35–30 | 42–30 | —     | 30–25 | 33–30 | 30–23 |
| Pays d'Aix UCH         | 39–29 | 33–30 | 21–29 | —     | 32–29 | 34–36 |
| Valur                  | 35–29 | 43–39 | 32–37 | 40–31 | —     | 29–32 |
| Ystads IF              | 36–30 | 35–35 | 30–26 | 29–33 | 33–35 | —     |

| Pos | Equipo                 | PJ | PG | PE | PP | GF  | GC  | Dif | Pts | Calificación              |
| --- | ---------------------- | -- | -- | -- | -- | --- | --- | --- | --- | ------------------------- |
| 1º  | SG Flensburg-Handewitt | 10 | 8  | 1  | 1  | 327 | 280 | +47 | 17  | Avanza a octavos de final |
| 2º  | Ystads IF              | 10 | 5  | 1  | 4  | 317 | 316 | +1  | 11  | Avanza a octavos de final |
| 3º  | Valur                  | 10 | 5  | 1  | 4  | 338 | 328 | +10 | 11  | Avanza a octavos de final |
| 4º  | Ferencvárosi TC        | 10 | 3  | 3  | 4  | 318 | 328 | -10 | 9   | Avanza a octavos de final |
| 5º  | Pays d'Aix UCH         | 10 | 4  | 0  | 6  | 305 | 313 | -8  | 8   | Eliminado                 |
| 6º  | BM Benidorm            | 10 | 2  | 0  | 8  | 295 | 335 | -40 | 4   | Eliminado                 |

### Grupo C
| Local \ Visitante  | ALP   | BAL   | GRA   | NEX   | SKJ   | SPO   |
| ------------------ | ----- | ----- | ----- | ----- | ----- | ----- |
| Alpla HC Hard      | —     | 30–30 | 27–27 | 24–35 | 27–32 | 26–31 |
| Balatonfüredi KSE  | 27–26 | —     | 25–30 | 28–31 | 28–31 | 25–31 |
| Fraikin Granollers | 38–28 | 33–30 | —     | 25–22 | 34–31 | 32–29 |
| RK Nexe Našice     | 22–29 | 37–23 | 39–36 | —     | 29–28 | 32–31 |
| Skjern HB          | 27–23 | 32–26 | 32–29 | 29–30 | —     | 28–30 |
| Sporting CP        | 31–30 | 35–32 | 38–31 | 28–34 | 28–24 | —     |

| Pos | Equipo             | PJ | PG | PE | PP | GF  | GC  | Dif | Pts | Calificación              |
| --- | ------------------ | -- | -- | -- | -- | --- | --- | --- | --- | ------------------------- |
| 1º  | RK Nexe Našice     | 10 | 8  | 0  | 2  | 311 | 281 | +30 | 16  | Avanza a octavos de final |
| 2º  | Sporting CP        | 10 | 7  | 0  | 3  | 312 | 294 | +18 | 14  | Avanza a octavos de final |
| 3º  | Fraikin Granollers | 10 | 6  | 1  | 3  | 315 | 301 | +14 | 13  | Avanza a octavos de final |
| 4º  | Skjern HB          | 10 | 5  | 0  | 5  | 294 | 284 | +10 | 10  | Avanza a octavos de final |
| 5º  | Alpla HC Hard      | 10 | 1  | 2  | 7  | 270 | 300 | -30 | 4   | Eliminado                 |
| 6º  | Balatonfüredi KSE  | 10 | 1  | 1  | 8  | 274 | 316 | -42 | 3   | Eliminado                 |

### Grupo D
| Local \ Visitante           | AGU   | BID   | EUF   | FUC   | MOT   | SKA   |
| --------------------------- | ----- | ----- | ----- | ----- | ----- | ----- |
| Águas Santas Milaneza       | —     | 28–25 | 27–29 | 23–29 | 26–26 | 25–34 |
| Bidasoa Irún                | 35–26 | —     | 32–20 | 32–40 | 26–22 | 29–26 |
| Eurofarm Pelister           | 27–27 | 29–29 | —     | 34–43 | 25–27 | 27–30 |
| Füchse Berlin               | 34–20 | 34–29 | 34–25 | —     | 32–24 | 30–24 |
| Motor Zaporiyia             | 30–24 | 33–31 | 30–33 | 27–38 | —     | 31–37 |
| Skanderborg Aarhus Håndbold | 33–26 | 38–27 | 24–22 | 28–29 | 33–30 | —     |

| Pos | Equipo                      | PJ | PG | PE | PP | GF  | GC  | Dif | Pts | Calificación              |
| --- | --------------------------- | -- | -- | -- | -- | --- | --- | --- | --- | ------------------------- |
| 1º  | Füchse Berlin               | 10 | 10 | 0  | 0  | 343 | 266 | +77 | 20  | Avanza a octavos de final |
| 2º  | Skanderborg Aarhus Håndbold | 10 | 7  | 0  | 3  | 307 | 276 | +31 | 14  | Avanza a octavos de final |
| 3º  | Bidasoa Irún                | 10 | 4  | 1  | 5  | 295 | 296 | -1  | 9   | Avanza a octavos de final |
| 4º  | Motor Zaporiyia             | 10 | 3  | 1  | 6  | 280 | 305 | -25 | 7   | Avanza a octavos de final |
| 5º  | Eurofarm Pelister           | 10 | 2  | 2  | 6  | 271 | 303 | -32 | 6   | Eliminado                 |
| 6º  | Águas Santas Milaneza       | 10 | 1  | 2  | 7  | 252 | 302 | -50 | 4   | Eliminado                 |

## Fase eliminatoria

### Octavos de final
| Equipo 1              | Agr.  | Equipo 2                    | Ida   | Vuelta |
| --------------------- | ----- | --------------------------- | ----- | ------ |
| Bidasoa Irún          | 58-61 | Sporting CP                 | 30-27 | 28-34  |
| Ferencvárosi TC       | 59-79 | Montpellier HB              | 30-36 | 29-43  |
| BM Granollers         | 62-59 | Skanderborg Aarhus Håndbold | 32-34 | 30-25  |
| SL Benfica            | 54-72 | SG Flensburg-Handewitt      | 26-39 | 28-33  |
| Valur                 | 60-69 | Frisch Auf Göppingen        | 29-36 | 31-33  |
| Motor Zaporiyia       | 52-54 | RK Nexe Našice              | 23-27 | 29-27  |
| Kadetten Schaffhausen | 65-57 | Ystads IF                   | 38-32 | 27-25  |
| Skjern HB             | 55-66 | Füchse Berlin               | 23-28 | 32-38  |

### Cuartos de final
| Equipo 1              | Agr.  | Equipo 2               | Ida   | Vuelta |
| --------------------- | ----- | ---------------------- | ----- | ------ |
| Sporting CP           | 62-63 | Montpellier HB         | 32-32 | 30-31  |
| BM Granollers         | 65-58 | SG Flensburg-Handewitt | 30-31 | 35-27  |
| Frisch Auf Göppingen  | 63-50 | RK Nexe Našice         | 32-23 | 31-27  |
| Kadetten Schaffhausen | 61-63 | Füchse Berlin          | 37-33 | 24-30  |

## Final Four
|  | Semifinales          | Semifinales   |               |    | Final | Final |
|  |                      |               |               |    |       |       |
|  | 27 de mayo           |               |               |    |       |       |
|  |                      |               |               |    |       |       |
|  | Montpellier HB       | 29            |               |    |       |       |
|  | Montpellier HB       | 29            | 28 de mayo    |    |       |       |
|  | Füchse Berlin        | 35            |               |    |       |       |
|  | Füchse Berlin        | 35            | Füchse Berlin | 36 |       |       |
|  | 27 de mayo           |               | Füchse Berlin | 36 |       |       |
|  |                      | BM Granollers | 31            |    |       |       |
|  | BM Granollers        | BM Granollers | 31            | 31 |       |       |
|  | BM Granollers        |               |               | 31 |       |       |
|  | Frisch Auf Göppingen | 29            |               |    |       |       |
|  | Frisch Auf Göppingen | 29            | 3º Puesto     |    |       |       |
|  |                      |               |               |    |       |       |
|  | 28 de mayo           |               |               |    |       |       |
|  |                      |               |               |    |       |       |
|  | Montpellier HB       | 29            |               |    |       |       |
|  | Montpellier HB       | 29            |               |    |       |       |
|  | Frisch Auf Göppingen | 33            |               |    |       |       |

| Liga Europea de la EHF 2022-23 |
| ------------------------------ |
|                                |
| Füchse Berlin 3.er Título      |